# Sam Simon
Sam Simon (Los Ángeles, 6 de junio de 1955-Pacific Palisades, California, 8 de marzo de 2015) fue un productor de televisión y escritor estadounidense, conocido por realizar junto a Matt Groening y James L. Brooks la serie animada Los Simpson. Creó a varios personajes de la serie, incluyendo a Jacqueline Bouvier.

## Biografía
Trabajó en series como Cheers, Taxi, El show de Drew Carey y El show de Tracey Ullman. Escribió The Bitter Half, un episodio de comedia de situación para el programa de Howard Stern, llamado Howard 100, en la radio Sirius Satellite, el cual se emitió el 25 de octubre de 2006. 
Estuvo casado con Jennifer Tilly desde 1984 hasta 1991.
Sam Simon fue representante del boxeador de peso pesado Lamon Brewster, el antiguo campeón en su categoría de la World Boxing Organization, y fue también nombrado el representante de Boxeo del año en 2004.
Sam Simon compitió en las ediciones de 2007, 2009 y 2011 de la World Series of Poker, en donde su mejor resultado fue en 2009 cuando finalizó en el puesto número 20. En total recibió 144,280 dólares por sus diversas participaciones.
Sam Simon fue entrevistado en un segmento de 60 Minutes, en el cual se le preguntó sobre su fundación para el bienestar de los perros. También, dijo que gana diez millones de dólares al año por Los Simpson, aunque no ha trabajado en la serie desde 1993, donde se le mantuvo el título de productor ejecutivo.
En el año 2012 se le detectó un cáncer de colon terminal, por lo que decidió donar su patrimonio de 100 millones de dólares a la caridad. Murió el 8 de marzo de 2015 por esta enfermedad.

## Trabajos
| Año       | Título                   | Notas                         |
| --------- | ------------------------ | ----------------------------- |
| 1982-1983 | Taxi                     | Productor                     |
| 1984-1985 | Cheers                   | Productor                     |
| 1988-1990 | El show de Tracey Ullman | Productor ejecutivo           |
| 1990      | Do the Bartman           | Productor ejecutivo           |
| 1994-1995 | The George Carlin Show   | Productor ejecutivo           |
| 1998-2003 | The Drew Carey Show      | Consultor de Producción       |
| 2008-2009 | Z Rock                   | Consultor de Producción       |
| 2012-2013 | Anger Management         | Consultor ejecutivo, director |
| 1989-2015 | Los Simpson              | Productor ejecutivo           |